# Бой при Ачуапе
Бой при Ачуапе, также резня в Ачуапе,  произошёл 31 декабря 1930 года в ходе Национально-освободительной войны в Никарагуа :353.
Отряд из 10 американских морпехов под командованием сержанта Артура М. Палранга покинул Окоталь для починки телефонной линии с Сан-Фернандо, но попал в засаду, организованную повстанческим отрядом во главе с Мигелем Анхелем Ортесом. Бой продолжался два с половиной часа.
В ходе боя погибло 8 человек, включая сержанта Палранга  , двое выживших получили ранения. Это были самые крупные потери США, понесенные в одном бою за всю историю оккупации Никарагуа.
Трофеями повстанцев стали две автоматические винтовки Браунинга, пистолет-пулемет Томпсона, три винтовки Спрингфилда и восемь полностью снаряженных мулов».
В США после этого боя снова начались дискуссии о военной оккупации Никарагуа. 2 января 1931 года сенатор Уильям Э. Бора, председатель сенатского комитета по иностранным делам, призвал к выводу американских военных из Никарагуа.

## Американские потери
Убиты:
- Сержант Артур М. Палранг
- Капрал Ирвинг Т. Арон
- Рядовой Ламберт Буш
- Рядовой Эдвард Э. Эллиотт
- Рядовой Джозеф А. Харбо
- Рядовой Франк Косерадски
- Рядовой Ричард Дж. Литц
- Рядовой Джозеф А. Маккарти

Ранены:
- Рядовой Мак Хатчерсон
- Рядовой Фрэнк А. Джексон [7]